# Bouvreuil des Açores
Pyrrhula murina
Espèce
Statut de conservation UICN

 VU D1+2 : Vulnérable
Le Bouvreuil des Açores (Pyrrhula murina) est une espèce de passereaux appartenant à la famille des Fringillidae. Considérée auparavant comme la sous-espèce Pyrrhula pyrrhula murina du Bouvreuil pivoine, elle a aujourd'hui le statut d'espèce à part entière.

## Description
Cet oiseau mesure environ 17 cm de longueur pour une masse de 30 g. Il est pourvu d’un bec noir, court et puissant.
Il présente un faible dimorphisme sexuel.
Le plumage de son dos est gris-bleu, les ailes et la queue sont noires ainsi que le dessus de la tête.
Le mâle a la poitrine et le ventre plutôt gris orangé tandis qu'ils sont beiges chez la femelle.

## Répartition
Le Bouvreuil des Açores est endémique de l’île São Miguel. Il est confiné à un massif de végétation dans l’est de l’île, dans les montagnes du centre de la Serra da Tronqueira qui comprend les concelhos do Nordeste et da Povoação. La frontière se situe aux environs du lac de Furnas, cette localité étant le point situé le plus à l’ouest de sa répartition.

## Habitat
Le Bouvreuil des Açores est inféodé à la végétation indigène caractérisée par Laurus azorica, Ilex perado subsp. azorica, Juniperus brevifolia, Erica azorica, Viburnum subcordatum et Vaccinium cylindraceum, jamais en dessous de 400 m d’altitude. Ramos (1996a) ajoute qu’il a des exigences écologiques marquées, préférant toujours la végétation indigène malgré des variations saisonnières importantes dans le choix de l’habitat. En été, il choisit des terrains nus, des zones recouvertes d’une végétation basse (moins de deux mètres de hauteur) et les lisières de forêt. Les plantations introduites de Cryptomeria japonica et de Pittosporum undulatum sont très peu visitées et ne représentent pas un habitat important pour le Bouvreuil des Açores et sont fréquentées surtout si elles présentent des trouées et des clairières pourvues de plantes herbacées lui fournissant des graines. De janvier à avril, il semble confiné à une aire restreinte de 5,8 km2 où 90 % des observations ont lieu dans la végétation indigène. La réduction de son aire actuelle est due aux coupes dans les forêts originelles de laurier (Laurus azorica) pour le pâturage et l’agriculture, aux reboisements en Cryptomeria japonica et à l’introduction de plantes exotiques envahissantes et largement répandues maintenant : Pittosporum undulatum sur les versants jusqu’à 500 m d’altitude le long des cours d’eau, Hedychium gardneranum sur des terrains dégradés et près des cours d’eau et Clethra arborea largement disséminé à travers la forêt primaire.

## Alimentation
Trente-sept plantes différentes, au moins, ont été répertoriées dont treize vraiment importantes d’où un échelonnage quasi mensuel des diverses essences végétales exploitées. En été, il collecte des graines de plantes herbacées (Polygonum capitatum, Prunella vulgaris, Hypericum humifusum, Leontodon filii) ; en automne, il prélève les graines des fruits charnus (Vaccinium cylindraceum, Rubus ulmifolius, R. hosttstetorum, Leycesteria formosa) ; en hiver, il se nourrit de graines d’arbre (Clethra arborea) et de sporanges de fougère (Woodwardia radicans, Culcita macrocarpa) et, au printemps, de boutons floraux (Ilex perado subsp. azorica), de sporanges de fougère (Osmunda regalis), de frondes de fougère (O. regalis, Pteridium aquilinum) et de capsules de mousse. La végétation indigène représente la plus grande partie de l’alimentation en août et en septembre (Leontodon sp. et Vaccinium cylindraceum) et en avril (I. perado subsp. azorica).
De récentes observations montrent que les bourgeons floraux de Prunus lusitanica spp. azorica (le laurier ou prunier du Portugal) sont aussi très importants dans le régime alimentaire en avril-mai. Ces informations n’avaient pas été recueillies dans les années 1990 car il n’existait pas encore de sentiers pour visiter ces aires reculées. Des observations de terrain et en captivité ont montré que tous les fruits à chair sont nettement préférés aux graines de Clethra arborea et ces dernières sont ignorées quand les bourgeons floraux de cet arbre atteignent 2,8-3,0 mm. Les graines de Hedychium gardneranum et de Cryptomeria japonica (les bouvreuils n’extraient pas les graines des cônes) sont consommées très rarement et celles de Pittosporum undulatum, jamais. Les frondes de fougère sont exploitées seulement quand les autres types d’aliment sont plus rares. Enfin, il peut affronter les périodes de déficit alimentaire en fin d’hiver en se rabattant sur les formations d’Ilex perado subsp. azorica qui sont présentes même à relativement faible densité car la plupart des bourgeons floraux.

## Nidification
Ramos (1994) a découvert deux nids en 1992. Le premier était situé dans une plantation de Cryptomeria japonica assez bas (moins de cinq mètres de haut) et le second dans une formation mixte de Clethra arborea et de forêt primaire mais les deux étaient placés dans un C. japonica à environ trois mètres de hauteur. Les deux nids étaient similaires et consistaient en une coupe extérieure de brindilles de C. arborea et de Erica azorica avec un revêtement intérieur de radicelles, d’herbe et de mousse. La taille de la ponte est inconnue mais l’apparition progressive de juvéniles dans les environs suggère que deux jeunes par nichée sont habituellement élevés. Une photo montrant le nid correspond bien à la description de Ramos (1994). C’est une coupe aux parois assez épaisses, composée de brindilles et de rameaux assemblés à des herbes sèches et à de la mousse avec un revêtement intérieur de très fines herbes sèches. Le nid assez lourdement structuré d’herbes sèches et de mousse, rappelle davantage celui du verdier d’Europe (Carduelis chloris) que du bouvreuil pivoine.

## Statut
Ce bouvreuil avait jadis une plus vaste répartition car Godman le décrivit en 1866 comme un oiseau « caractéristique des zones montagneuses de São Miguel ». Il était facilement collecté pour fournir les muséums en spécimens et fut même considéré comme nuisible en raison de dommages causés aux plantations d’orangers aux alentours de Furnas. Plus récemment, Ramos (1996a) précise que les vergers sont très réduits et situés loin du couvert forestier de sorte qu’ils ne sont pratiquement plus visités par l’espèce. L’invasion, à grande échelle, des plantes exotiques introduites au détriment de la forêt indigène semble être la cause principale de la réduction de son biotope et de sa faible population. Cette végétation exotique doit être limitée car elle ne fournit pas de nourriture.
D’après des recensements plus récents en 2002, 2003 et 2004, les effectifs étaient respectivement estimés à 232, 238 et 203 sujets (SPEA unpublished data) mais le comptage le plus récent a été pratiqué par Ricardo Ceia en 2005 et rapporté par Ottaviani (2008) fait état d’une population entre 203 et 331 oiseaux.

## Menaces
Ramos (1993), entre 1991 et 1993, a mené une étude pour tenter d’évaluer les menaces.
Ses conclusions montrent qu’il est impossible d’éradiquer les plantes exotiques mais qu’il convient de contrôler leur développement tout en restaurant et en augmentant les massifs de laurisylve. L’auteur s’est donné comme objectif d’étendre les forêts de laurier à 80 ha et d’augmenter les effectifs à 150-200 couples d’ici 2010 car, remarque-t-il, les plantes indigènes poussent lentement et les résultats sont à considérer sur le long terme.
Par ailleurs, le gouvernement des Açores a été sollicité pour accroître le site de la Natural Forest Reserve du Pico da Vara en y incluant toutes les poches isolées de laurisylve entre Pico Bartolomeu et Salto do Cavalo pour qu’elles bénéficient du statut de zone de protection spéciale.

## Législation
Le Bouvreuil des Açores est une espèce protégée par une loi portugaise et le site de Pico da Vara a été classé « réserve naturelle » et « zone de protection spéciale » par le gouvernement régionale des Açores sous l’égide de la Commission Européenne. Début 1995, des opérations de limitation de la flore exotique et de plantation de laurier ont été entreprises avec, comme objectif, de  maintenir une population viable du Bouvreuil des Açores. Plus récemment, le Pico da Vara et Ribeira do Guilherme ont été classés « zone de protection spéciale » et augmentés en 2005 de 6 067,28 ha. Un petit livret sur la protection de l’espèce a été distribué dans les écoles de São Miguel. Enfin un récent projet s’emploie à restaurer 300 ha de forêt de laurier améliorant ainsi l’habitat et donc la disponibilité de la nourriture.

## Mesures de conservation
Le plan d’action de conservation (Ramos 1996c) s’organise selon six mesures principales :
- le contrôle de l’invasion des plantes exotiques et le développement de la régénération de la flore indigène ;
- la protection et l’expansion des plantes nourricières ;
- l’apport de nourriture complémentaire de février à avril (stations de nourrissage) ;
- la réintroduction d’oiseaux élevés en captivité,
- la poursuite du recensement des populations sauvages initié en 1990 (Bibby & Charlton 1991) ;
- l’information et la sensibilisation de la population locale et étrangère.

Plus récemment, le projet LIFE Priôlo – « Restauration de l’habitat du Priôlo dans la Zone de Protection Spéciale (ZPS) Pico da Vara – Ribeira do Guilherme » qui doit avoir lieu entre octobre 2003 et octobre 2008, est coordonné par la SPEA (BirdLife au Portugal).
Plus récemment, le 19 mars 2008, la revue Birdwatch annonce sa décision de se joindre au « Preventing Extinctions Programme » de la SPEA pour apporter des fonds complémentaires afin de poursuivre l’action de conservation in situ car le financement de l’Union européenne « EU Life Fund » arrive actuellement à son terme (Europe’s rarest finds favour, BirdLife International 2008) et pour une donation à Birdwatch.